# Остерское
Остерское (укр. Остерське) — село в Берестовском сельском совете Близнюковского района Харьковской области, Украина.
Код КОАТУУ — 6320681003. Население по переписи 2001 года составляет 43 (15/28 м/ж) человека.

## Географическое положение
Село Остерское примыкает к селу Берестовое, рядом находятся истоки реки Водяной (впадает в Большую Терновку).

## История
- 1912 — дата основания.

## Экономика
- В селе есть молочно-товарная и птице-товарная фермы.